# Lars Rüdiger
Lars Rüdiger (Berlín, 17 de abril de 1996) es un deportista alemán que compite en saltos de trampolín.
Participó en los Juegos Olímpicos de Tokio 2020, obteniendo una medalla de bronce en la prueba de trampolín sincronizado (junto con Patrick Hausding).
Ganó una medalla de bronce en el Campeonato Mundial de Natación de 2022 y tres medallas en el Campeonato Europeo de Natación entre los años 2018 y 2021.

## Palmarés internacional
| Juegos Olímpicos   | Juegos Olímpicos      | Juegos Olímpicos  | Juegos Olímpicos     |
| Año                | Lugar                 | Medalla           | Prueba               |
| ------------------ | --------------------- | ----------------- | -------------------- |
| 2020               | Tokio (Japón)         | Medalla de bronce | Trampolín 3 m sincro |
| Campeonato Mundial |                       |                   |                      |
| Año                | Lugar                 | Medalla           | Prueba               |
| 2022               | Budapest (Hungría)    | Medalla de bronce | Trampolín 3 m sincro |
| Campeonato Europeo |                       |                   |                      |
| Año                | Lugar                 | Medalla           | Prueba               |
| 2018               | Glasgow (Reino Unido) | Medalla de bronce | Trampolín 3 m sincro |
| 2019               | Kiev (Ucrania)        | Medalla de plata  | Trampolín 3 m sincro |
| 2021               | Budapest (Hungría)    | Medalla de oro    | Trampolín 3 m sincro |